# Natte omtrek

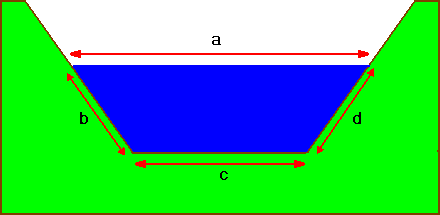
natte omtrek

De natte omtrek wordt gebruikt in de stromingsleer en wordt meestal geassocieerd met de hydraulische straal. Het geeft de omtrek aan van het 'natte deel' in een vloeistoftransporteur, zoals leidingen, buizen en kanalen. De figuur hiernaast geeft aan hoe de natte omtrek berekend kan worden:
- On =  b + c + d.